# Miškovice
Miškovice (německy Mischkowitz) jsou městská čtvrť a katastrální území Prahy. Je zde evidováno 19 ulic a 293 adres. Žije zde přes 1 tisíc obyvatel a je zde 361 domů. Jsou součástí městské části Praha-Čakovice v rámci správního obvodu Praha 18 (do října 2007 byly součástí správního obvodu Praha 19).

## Historie

### Zaniklé stavby
- tvrz při poplužním dvoře

## Galerie

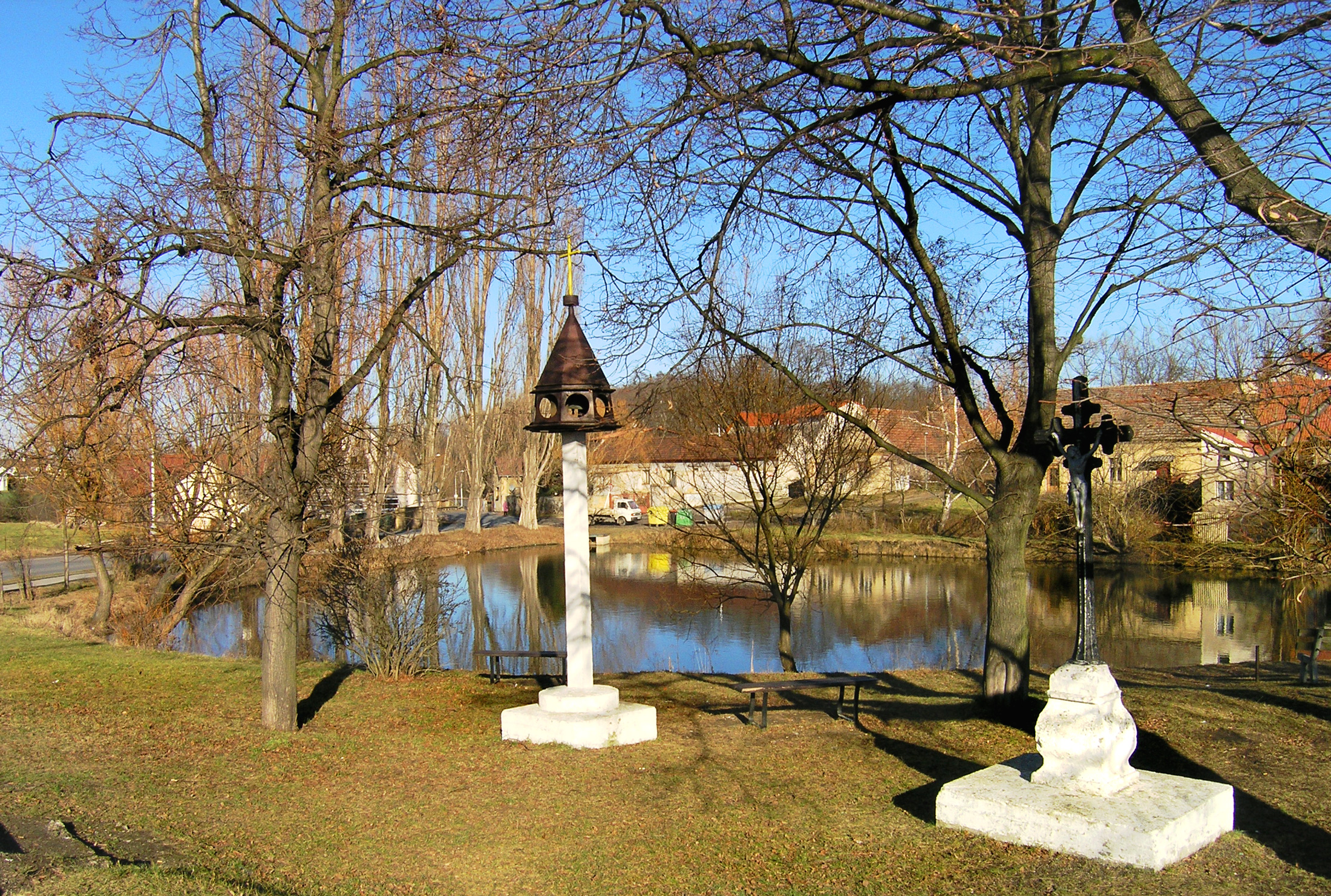
Rybník na severu Miškovic
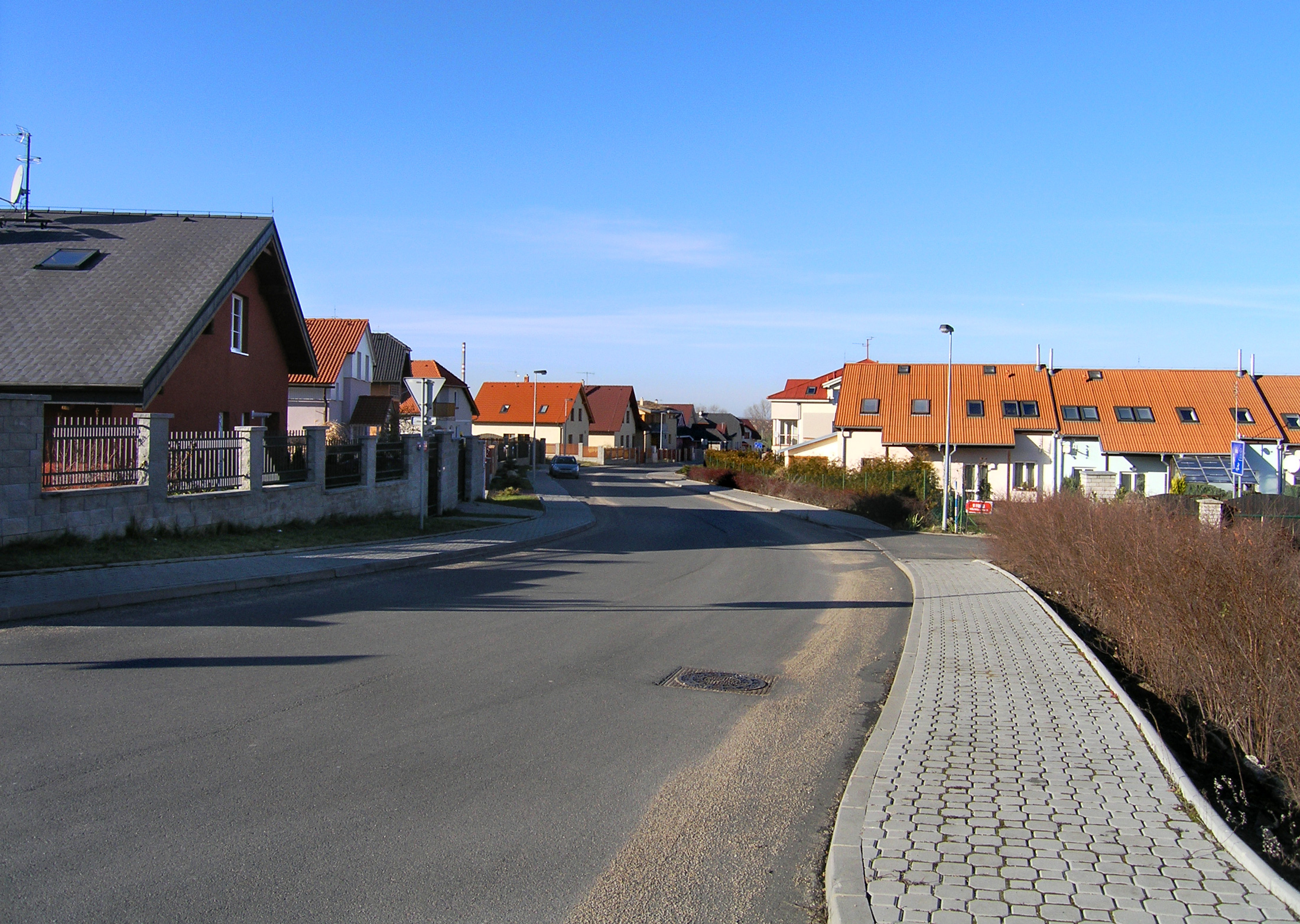
Nová výstavba